# Johann Ambrosius Bach
Johann Ambrosius Bach (22. února 1645 Erfurt – 2. března 1695 Eisenach) byl německý hudební skladatel a otec Johanna Sebastiana Bacha. Byl členem hudební rodiny Bachů.

## Životopis
Narodil se v německém Erfurtu, jako dvojče Georga Christopha Bacha (1645–1693). Jeho otcem byl Christoph Bach (1613–1661). Zaměstnání našel ve svém rodném městě, kde pracoval jako houslista. V roce 1671 se přestěhoval se svou rodinou do Eisenachu v dnešním Durynsku, kde byl zaměstnán jako dvorní trumpetista a hudební skladatel.
Jeho první ženou byla Maria Elisabeth Lämmerhirtová, se kterou se oženil dne 1. dubna 1668. Měli spolu osm dětí, z nichž se čtyři staly hudebníky, včetně Johanna Sebastiana Bacha. Když mu první žena dne 3. května 1694 zemřela, tak se dne 27. listopadu 1694 oženil s Barbarou Margarethou, rozená Keulovou. Tři měsíce po této svatbě v Eisenachu zemřel.